# Heinz Kühn

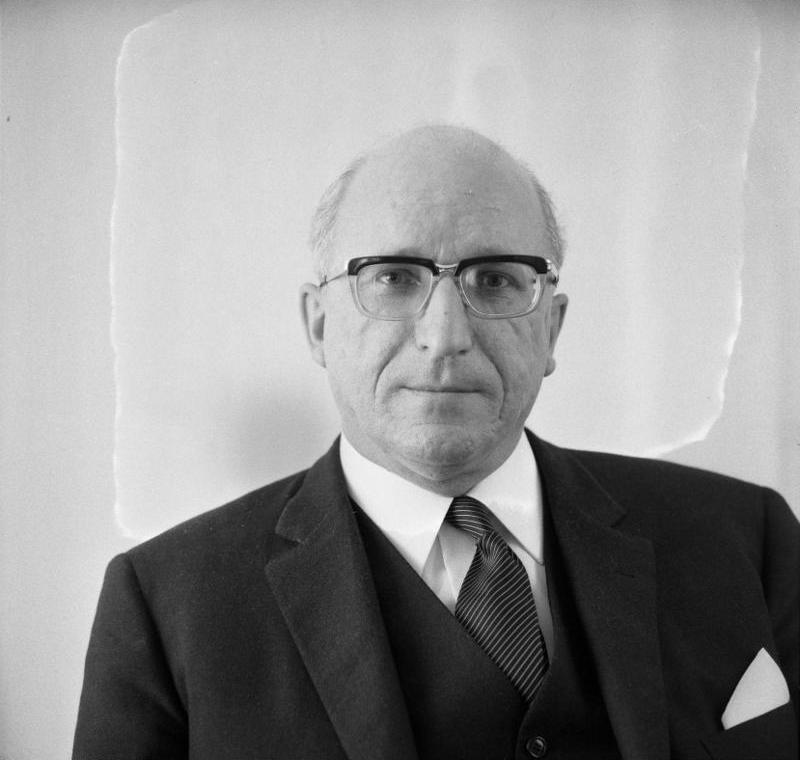
Heinz Kühn, 1966

Heinz Kühn (* 18. Februar 1912 in Köln; † 12. März 1992 ebenda) war ein deutscher Politiker (SPD) und von 1966 bis 1978 der fünfte Ministerpräsident des Landes Nordrhein-Westfalen. In seine Amtszeit fielen der Beginn des Strukturwandels im Ruhrgebiet sowie der Ausbau des Hochschulwesens. Mit der allgemeinen Einführung der Gesamtschule scheiterte er. Kühns Kabinette wurden stets von einer SPD-FDP-Koalition unterstützt. Sie galten als Vorbild für die sozialliberale Koalition in Bonn 1969.
Kühn war in der Weimarer Republik bereits in der SPD und im Reichsbanner Schwarz-Rot-Gold aktiv. Während der Zeit des Nationalsozialismus lebte er im Exil. Außer in der Landespolitik engagierte er sich als Europa-Parlamentarier. Im Jahr 1978 wurde er der erste Ausländerbeauftragte der Bundesregierung.

## Jugend, Schulzeit, Studium
Heinz Kühns Jugend wurde auf der einen Seite von seinem sozialdemokratischen Vater, dem Tischler Hubert Kühn, und auf der anderen Seite von seiner katholischen Mutter Elisabeth, geb. Lauten, geprägt. Dabei setzte seine Mutter die Taufe und eine katholische Erziehung sowie den Besuch einer katholischen Volksschule durch. Die Familie Kühn lebte im rechtsrheinischen Köln-Mülheim und konnte Heinz den Besuch des dortigen Reform-Realgymnasiums in der Adamstraße ermöglichen, des nachmaligen Rhein-Gymnasiums, das er mit der Mittleren Reife im Jahr 1928 verließ.
Der Umzug der Familie in eine rote Siedlung in Köln-Mauenheim verstärkte seit dem Jahr 1926 die weltanschauliche Prägung durch den Vater. Im Jahr 1928 trat Kühn den Roten Falken, einer Jugendorganisation der SPD, bei und stieg schnell zum Leiter einer Falken-Schülergruppe auf. Später gelang es ihm, führender oberrheinischer Funktionär der SAJ zu werden. Nach seinem 18. Geburtstag trat er auch der Mutterpartei SPD bei.
Ostern 1931 legte Kühn die Abiturprüfung an der Oberrealschule in Köln-Kalk ab. Im Sommersemester 1931 begann er ein Studium der Staatswissenschaften und der Nationalökonomie an der Universität Köln. Er gehörte der sozialdemokratischen Vereinigung sozialistischer Studenten an. Aus dieser Gruppe wechselten im Herbst 1931 viele zur Linksabspaltung SAP, darunter Kühns bester Freund. Kühn selbst ging einen anderen Weg und schloss sich dem Reichsbanner Schwarz-Rot-Gold an, das es sich zum Ziel gesetzt hatte, die Weimarer Republik vor ihren Feinden von Rechts wie von Links zu schützen. Kühn war als Kreisführer der Jugendorganisation Jungbanner in massive Auseinandersetzungen mit der SA und SS der NSDAP verwickelt und stand im Kontakt mit der Widerstandsgruppe Rote Kämpfer.
Kühns Distanz zur SAP wandelte sich unter dem Eindruck der Machtergreifung Hitlers 1933 in Sympathie. Formell verließ er die SPD aber nicht und wurde auch nicht Mitglied der SAP.

## Im Exil
Aufgrund des Verfolgungsdrucks von politischer Polizei, SA und SS verließ er Köln. Im Jahr 1933 lernte er seine spätere Frau Marianne (1914–2005) kennen, die er im Jahr 1939 heiratete. Am 5. Mai 1933 ging Kühn mit seiner Frau ins Exil – zunächst ins Saargebiet; die nächste  Station der Emigranten war der Wohnort der Großeltern Kühns in Královec. Dann wechselten sie über Prag nach Brüssel. Als die Deutschen im Zweiten Weltkrieg Belgien überfielen und besetzt hielten, kamen die Kühns erneut in Bedrängnis, da sie weiterhin als Staatsfeinde von der Gestapo gesucht wurden. Kühns Frau tauchte in Brüssel unter, während Kühn nach Gent flüchtete, wo er drei Jahre im Haus eines oppositionellen Belgiers versteckt lebte. Während dieser Zeit konnte Kühn weiter politisch arbeiten; so schrieb er an Untergrundzeitschriften mit.

## Neuanfang in Köln nach 1945
Nach seiner Rückkehr nach Deutschland arbeitete er zuerst als Journalist, bald auch als Politiker. In den Jahren 1946 bis 1950 war er als Redakteur der Rheinischen Zeitung tätig. Heinz Kühn war Ende der 1950er Jahre Vorsitzender des NWRV, der Fernsehsendeanstalt des Nordwestdeutschen Rundfunks. Kühn lebte mit seiner Familie zuerst in einer Vier-Zimmer-Wohnung in Köln-Buchforst, bis sie 1958 in Köln-Dellbrück am Roteichenweg ein Einfamilienhaus bauen ließen, in dem Marianne im Jahr 1979 ihre Naive-Kunst-Malerei eröffnete und bis ins hohe Alter dort auch Ausstellungen organisierte.

## Politische Karriere
Kühn begann seine Abgeordnetenkarriere 1948, als er am 27. März für Willi Eichler in den Landtag von Nordrhein-Westfalen nachrückte. Dem Landtag gehörte er bis 1954 an. Von 1953 bis zum 9. April 1963 war er Mitglied des Deutschen Bundestages. Dort war er von 1953 bis 1957 stellvertretender Vorsitzender des Ausschusses für Fragen der Presse, des Rundfunks und des Films und anschließend bis 1961 des Ausschusses für Kulturpolitik und Publizistik.
Zeitweise war Kühn auch Mitglied der Parlamentarischen Versammlung des Europarates und der Versammlung der Westeuropäischen Union, wo er jeweils von 1959 bis 1963 die Sozialistische Fraktion leitete.
Im Juli 1962 kehrte Kühn als Fraktionsvorsitzender der SPD in den nordrhein-westfälischen Landtag zurück, dem er bis 1978 angehörte. Ebenfalls 1962 wurde er Vorsitzender des SPD-Bezirks Mittelrhein, 1970 erster Landesvorsitzender der SPD in Nordrhein-Westfalen. Innerhalb der SPD gehörte Kühn zu den Befürwortern des Mehrheitswahlrechts.
Nach der Zeit als Landtagsabgeordneter blieb er als Mitglied des Europaparlaments (1979 bis 1984) politisch aktiv. Außerdem war er stellvertretender Vorsitzender des Verwaltungsrates des WDR.
Zu seinem 70. Geburtstag machte ihn sein Parteifreund und Amtsnachfolger Johannes Rau zum Namensgeber der 1982 gegründeten Heinz-Kühn-Stiftung, deren Zielsetzung die Förderung begabter Nachwuchsjournalisten aus dem In- und Ausland ist. Kühn selbst war auch Mitglied des Stiftungskuratoriums.
Im Juni 1983 übernahm er nach dem Tod von Alfred Nau den Vorsitz der SPD-nahen Friedrich-Ebert-Stiftung (FES), deren stellvertretender Vorsitzender er seit 1970 gewesen war. Am 4. Dezember 1987 musste er den Vorsitz aus gesundheitlichen Gründen niederlegen, behielt jedoch bis zu seinem Tod ein Büro in der Bonner FES-Zentrale.

## Öffentliche Ämter
In den Jahren 1966 bis 1978 amtierte er als Nachfolger von Franz Meyers (CDU) als Ministerpräsident von Nordrhein-Westfalen. Er wurde mit Hilfe der FDP gewählt und begründete damit die zweite sozialliberale Koalition des Landes, die auch auf Bundesebene als Vorbild wirkte. Meyers hatte nach Bildung der Großen Koalition auf Bundesebene die FDP-Landesminister entlassen und der SPD eine Große Koalition auch auf Landesebene vorgeschlagen. Die Sozialdemokraten entschieden sich jedoch für die Liberalen als Partner.
Zu den politischen Entscheidungen und Problemen der 12-jährigen Amtszeit von Heinz Kühn gehörte der Strukturwandel im Ruhrgebiet, bei der er, sein Kabinett und die Wirtschaft des Landes gewisse Erfolge erzielen konnten. Weitere Hauptaufgaben waren eine Schulreform (zum Streit um die Gesamtschule siehe bei Kultusminister Jürgen Girgensohn) und die Verwaltungsreform (siehe Gebietsreform in Nordrhein-Westfalen). Vom 1. November 1971 bis zum 31. Oktober 1972 war Kühn auch Bundesratspräsident. Von 1969 bis 1970 war er zudem Bevollmächtigter der Bundesrepublik Deutschland für kulturelle Angelegenheiten im Rahmen des Vertrags über die deutsch-französische Zusammenarbeit.
In den letzten Jahren seiner Amtsführung als Ministerpräsident konstatierten Kritiker immer deutlicher Resignation und Anzeichen von Führungsschwäche. Zu einer schweren Belastung wurden im Frühjahr 1978 die Umstände des Rücktritts des Landesbankchefs Ludwig Poullain, die auch Kühns politische Verantwortung berührten. Dazu kam das Volksbegehren gegen die kooperative Schule (Koop-Schule). Kühn wollte zwar ursprünglich bis 1980 im Amt bleiben, trat aber aus gesundheitlichen Gründen Ende Juni 1978 mit Wirkung vom 20. September 1978 zurück.
Im November 1978 wurde er von der Bundesregierung zum Integrationsbeauftragten berufen und nahm dieses Amt bis Herbst 1980 wahr.
Kühn starb im März 1992 im Alter von 80 Jahren und wurde auf dem Kölner Ostfriedhof (Flur 29) beigesetzt.

## Ehrungen
- 1967: Großes Verdienstkreuz mit Stern und Schulterband der Bundesrepublik Deutschland
- 1970: Großkreuz des Verdienstordens der Bundesrepublik Deutschland
- 1986: Verdienstorden des Landes Nordrhein-Westfalen[8]

## Heinz-Kühn-Medaille
Die Region Mittelrhein des SPD-Landesverbandes NRW verleiht seit 30. März 1992 in jedem Jahr die Heinz-Kühn-Medaille auf folgender Grundlage:
„Der SPD-Bezirksvorstand stiftet aus Anlass des Todestages von Heinz Kühn jährlich die Heinz-Kühn-Medaille. Mit ihr sollen Einzelpersonen und Gruppen ausgezeichnet werden, die sich besonders für das Miteinander von Deutschen und Ausländern einsetzen. Diese Aktivitäten sollen durch beispielhafte Einzelinitiative gekennzeichnet sein und sich zukunftsweisend aus dem Rahmen der normalen Ausländerarbeit herausheben. Die Heinz-Kühn-Medaille kann auch an Nichtmitglieder verliehen werden.“
Heinz Kühn setzte im Jahr 1978 in Nordrhein-Westfalen erstmals einen Ausländerbeauftragten ein (Kühn-Memorandum).
Die Heinz-Kühn-Medaille haben im Jahr 2008 Hans-Gerd Ervens, Irene Westphal sowie das Musikforum Wesseling e. V. erhalten.

## Veröffentlichungen
- Widerstand und Emigration. Die Jahre 1928–1945. Hamburg 1980, ISBN 3-455-08842-2.
- Konrad Adenauer und Kurt Schumacher als politische Redner. In: Bernd Rede, Klaus Lompe, Rudolf von Thadden: Idee und Pragmatik in der politischen Entscheidung. Alfred Kubel zum 75. Geburtstag. Bonn 1984, S. 81–93.
- Die Kunst der politischen Rede. Düsseldorf 1985.